# كريستين والش بيلوز
كريستين والش بيلوز (بالإنجليزية: Kristen Walsh Bellows)‏ هي لاعبة كرة الراح أمريكية، ولدت في 5 مايو 1982.